# 140 km (rejon małojarosławiecki)
140 km (ros. 140 км) – przystanek kolejowy pomiędzy miejscowościami Małoje Nozdrino i Gonczarowka, w rejonie małojarosławieckim, w obwodzie kałuskim, w Rosji. Położony jest na linii Moskwa – Briańsk – Kijów.